# Locarn
Locarn é uma comuna francesa na região administrativa da Bretanha, no departamento Côtes-d'Armor. Estende-se por uma área de 32,81 km². Em 2010 a comuna tinha 424 habitantes (densidade: 12,9 hab./km²).